# Roulette (courbe)
En géométrie différentielle des courbes (en), une  roulette est un type de courbe, une généralisation des cycloïdes, épicycloïdes, hypocycloïdes, trochoïdes, et courbes développantes.

## Définition

### Définition informelle

Construction d’une roulette, plus spécifiquement une cissoïde de Dioclès.

Grossièrement parlant, une roulette est une courbe décrite par un point (appelé « générateur » ou « pôle ») attaché à une courbe donnée qui elle-même roule sans glisser le long d'une seconde courbe (immobile). Plus précisément, étant donné une courbe « génératrice » dans un plan qui se meut de sorte que la courbe roule, sans glisser, le long d’une courbe directrice fixée à un plan occupant le même espace, alors le point attaché au plan mobile décrit une courbe, appelée roulette.
Dans l'illustration ci-contre, la courbe bleue (immobile) est une parabole, la courbe qui roule (en vert) est une parabole identique et le générateur est le sommet de la parabole mobile (qui décrit la roulette, en rouge). Dans ce cas, la roulette est une cissoïde de Dioclès.

### Cas particuliers et notions liées
Lorsque la courbe qui roule est une ligne droite et que le générateur est un point sur cette ligne, la roulette est une développante de la courbe fixe. Si la courbe mobile est un cercle  et la courbe fixe une droite alors la roulette est appelée trochoïde. Dans ce cas, si le point est fixé sur le cercle, il s'agit d’une cycloïde.
La glissette, courbe décrite par un point attaché à une courbe glissant le long de deux (ou plusieurs) courbes données est une notion proche.

### Définition rigoureuse
D'un point de vue mathématique, il doit s’agir de courbes différentiables de l'espace euclidien. La courbe fixe reste invariante, la courbe roulante est soumise à une transformation congruente continue de sorte qu'à tout instant les courbes sont tangentes en un point de contact qui se meut à la même vitesse le long de chaque courbe. Une autre façon d’exprimer cette contrainte est de dire que le point de contact est le centre instantané de rotation de la transformation congruente. La roulette résultante est le lieu géométrique du générateur soumis à la même fonction congruente.
Modélisons les courbes dans le plan complexe. Soit {\displaystyle r,f:\mathbb {R} \to \mathbb {C} } deux paramétrisations naturelles des courbes ({\displaystyle r}) (roulante) et ({\displaystyle f}) (fixée), de sorte que {\displaystyle r(0)=f(0)}, {\displaystyle r^{\prime }(0)=f^{\prime }(0)}, et {\displaystyle |r^{\prime }(t)|=|f^{\prime }(t)|\neq 0} pour tout {\displaystyle t}.
La roulette de générateur {\displaystyle p\in \mathbb {C} } lorsque {\displaystyle r} roule sur {\displaystyle f} est donnée par l'application :
{\displaystyle t\mapsto f(t)+(p-r(t)){f'(t) \over r'(t)}.}

## Généralisation
Si, à la place d’un seul point fixé à la courbe mobile, c'est une autre courbe qui est entraînée le long du plan mobile, une famille de courbes congruentes est produite. L'enveloppe de cette famille peut aussi être appelée roulette.
Les roulettes dans des espaces de dimension supérieure peuvent être imaginées mais il faut aligner plus que des tangentes.

## Exemple
Si la courbe fixe est une chaînette et la courbe roulante une droite, 
{\displaystyle f(t)=t+{\rm {i}}(\cosh(t)-1)\qquad r(t)=\sinh(t)}
{\displaystyle f'(t)=1+{\rm {i}}\sinh(t)\qquad r'(t)=\cosh(t).}
La paramétrisation de la droite est choisie de telle sorte que : 
{\displaystyle |f'(t)|={\sqrt {1^{2}+\sinh ^{2}(t)}}} {\displaystyle ={\sqrt {\cosh ^{2}(t)}}} {\displaystyle =|r'(t)|.}
En appliquant la formule précédente, on obtient :
{\displaystyle f(t)+(p-r(t)){f'(t) \over r'(t)}=t-{\rm {i}}+{p-\sinh(t)+{\rm {i}}(1+p\sinh(t)) \over \cosh(t)}=t-{\rm {i}}+(p+{\rm {i}}){1+{\rm {i}}\sinh(t) \over \cosh(t)}.}
Si p = −i, l'expression a une partie imaginaire constante −i et la  roulette est une droite horizontale. Une application intéressante de ceci est qu'une roue carrée (en) peut rouler sans cahotement sur une route formée par une succession d'arcs de chaînettes.

## Liste de roulettes
| Courbe fixe       | Courbe mobile                                      | Point générateur       | Roulette                                                                     |
| ----------------- | -------------------------------------------------- | ---------------------- | ---------------------------------------------------------------------------- |
| Courbe quelconque | Droite                                             | Point sur la droite    | Développante de la courbe                                                    |
| Droite            | Cercle                                             | Quelconque             | Trochoïde                                                                    |
| Droite            | Cercle                                             | Point sur le cercle    | Cycloïde                                                                     |
| Droite            | Conique                                            | Centre de la conique   | Roulette de Sturm,                                                           |
| Droite            | Conique (parabole/ellipse/hyperbole)               | Foyer de la conique    | Roulette de Delaunay (chaînette/chaînette elliptique/chaînette hyperbolique) |
| Droite            | Épicycloïde ou hypocycloïde                        | Centre                 | Ellipse                                                                      |
| Cercle            | Cercle                                             | Quelconque             | Trochoïde à centre (en) : épitrochoïde ou hypotrochoïde                      |
| Cercle            | Cercle                                             | Point sur le cercle    | Cycloïde à centre : épicycloïde ou hypocycloïde                              |
| Parabole          | Même parabole paramétrée dans la direction opposée | Sommet de la parabole  | Cissoïde de Dioclès                                                          |
| Chaînette         | Droite                                             | Voir exemple ci-dessus | Droite                                                                       |